# Aken (město)
Aken je město v okrese Anhalt-Bitterfeld v Sasku-Anhaltsku v Německu. Město se nachází na levém břehu řeky Labe.

## Geografie
Aken se nachází na Středním Labi, přibližně 8 km západně od města Dessau-Rosslau. Město se nachází v nížinách, v rámci Biosférické rezervace střední Labe.

### Obce města
- Aken
- Kleinzerbst
- Kühren
- Mennewitz
- Susigke[2]

## Počet obyvatel
| zdroj: | zdroj:         |
| rok    | počet obyvatel |
| ------ | -------------- |
| 1970   | 12 154         |
| 2005   | 9 083          |

## Partnerská města
- Erwitte – město v severním Porýní-Vestfálsku, (partnerství od 17. června 1991)[4]
- Anor – francouzská obec v departementu Nord v regionu Hauts-de-France, (partnerství od 24. dubna 1993)[4]